# Варшевиці (Куявсько-Поморське воєводство)
Варшевиці (пол. Warszewice) — село в Польщі, у гміні Луб'янка Торунського повіту Куявсько-Поморського воєводства.
Населення — 616 осіб (2011).
У 1975-1998 роках село належало до Торунського воєводства.

## Демографія
Демографічна структура станом на 31 березня 2011 року:
|          | Загалом | Допрацездатний вік | Працездатний вік | Постпрацездатний вік |
| -------- | ------- | ------------------ | ---------------- | -------------------- |
| Чоловіки | 314     | 84                 | 209              | 21                   |
| Жінки    | 302     | 78                 | 173              | 51                   |
| Разом    | 616     | 162                | 382              | 72                   |